# Setge de Girona de 1711
El setge de Girona de 1711 fou un dels episodis de la Guerra de Successió en què els borbònics prengueren la ciutat de Girona.

## Antecedents

### El problema successori
Preveient la mort de Carles II de Castella sense descendència, les principals potències europees van proposar un príncep elector de Baviera, amb el consegüent repartiment de possessions entre aquestes potències. Però aquest mor, i Carles II en el darrer testament abans de morir proposa Felip d'Anjou. Felip entra a Barcelona el 2 d'octubre i les Corts finalment es taquen el 14 de gener de 1702 amb el jurament de les constitucions catalanes pel Rei. Els aliats proposen l'Arxiduc Carles i comencen les hostilitats.

### Aixecament austriacista
Els austriacistes guanyaren terreny al principi, i el pretendent austríac entrà a la capital catalana el 9 d'octubre de 1705 enmig de la joiosa rebuda de la població catalana que el proclamà el seu rei Carles III.

### Reacció borbònica
La reacció borbònica no es feu esperar i Felip V llençà un atac directe sobre la capital de Catalunya que finalitzà amb el fracassat setge borbònic de Barcelona de 1706.

### Ofensiva austriacista
Davant de la derrota de l'exèrcit borbònic, les tropes austriacistes es llençaren a una ofensiva en pinça sobre Castella partint des de Barcelona i des de Portugal, que finalitzà amb l'ocupació austriacista de Madrid.

### La batalla d'Almansa i la recuperació borbònica
Carles ocupà Madrid el 1707, però Felip la recuperà, i en la retirada, a la batalla d'Almansa (25 d'abril del 1707), les tropes filipistes van vèncer les de l'Arxiduc i això precipità el signe de la guerra. El regne d'Aragó i el Regne de València van ser annexionats a Espanya.

### La contraofensiva austriacista
L'estiu de 1710, l'exèrcit aliat, reorganitzat, reprèn les accions ofensives i venç als borbònics a la batalla d'Almenar i la batalla de Monte de Torrero, recuperant l'Aragó, i l'Arxiduc torna a entrar a Madrid el 21 de setembre, però la impossibilitat de mantenir-la els fa prendre la decisió de retirar-se a les bases de d'Aragó.

### La impossibilitat de dominar Castella i el replegament austriacista
Durant el replegament, les tropes britàniques foren rodejades i es rendiren a Brihuega. La resta de l'exèrcit austriacista aconseguí derrotar les tropes borbòniques a la batalla de Villaviciosa de Tajuña, però amb un cost molt elevat. Arribats a l'Aragó, Guido Starhemberg prengué la decisió de continuar el replegament fins a l'interior de Catalunya, car Lleida continuava sota control borbònic des de 1707 i mantenir-se a l'Aragó suposava deixar la rereguarda descoberta.

## Setge
La contraofensiva austriacista de 1710 va deixar Catalunya amb un contingent moderat de tropes que no pogueren aturar l'ofensiva sobre el nord del país, atès que des de França les tropes de Adrien Maurice de Noailles, el duc de Noailles arriben fins a Girona.
Girona és assetjada a mitjans de desembre de 1710, i el 29 de desembre ja capitulava el Castell de Montjuïc, cosa que va permetre a Noailles emplacés bateries d'artilleria al Puig d'en Roca, des d'on bombardejà la ciutat, atac només aturat per les fortes pluges i la crescuda de l'Onyar del 9 al 12 de gener, que immobilitzà les tropes franceses. La ciutat capitulà el 14 de gener de 1711 i el dia 25 varen ser signades les capitulacions, per les que els ciutadans que havien estat mobilitzats no serien castigats.

## Conseqüències
Amb la capitulació de Girona la resistència catalana a les tropes de Felip V quedava reduïda a les places de Cardona i Barcelona. Després de reunir-se els Braços generals es va decidir continuar amb la lluita en defensa pròpia. El març de 1713 les tropes de Felip V, capitanejades pel duc de Berwick, iniciaven el setge de Barcelona.